# Opogona gymnota
Opogona gymnota är en fjärilsart som beskrevs av Diakonoff 1948. Opogona gymnota ingår i släktet Opogona och familjen äkta malar. Inga underarter finns listade i Catalogue of Life.